# دينا آشر سميث
دينا آشر سميث (بالإنجليزية: Dina Asher-Smith) (مواليد 4 ديسمبر 1995) هي عدائة بريطانية وتعتبر أسرع امرأة بريطانية في التاريخ فازت بعدة ميداليات أبرزها ذهبية بطولة العالم في 2019 في سباق 200 متر.

## روابط خارجية
- دينا آشر سميث على موقع الاتحاد الدولي لألعاب القوى (الإنجليزية)
- دينا آشر سميث على موقع الاتحاد الأوروبي لألعاب القوى (الإنجليزية)
- دينا آشر سميث على موقع الاتحاد البريطاني لألعاب القوى (الإنجليزية)
- دينا آشر سميث على موقع ThePowerOf10.info (الإنجليزية)
- دينا آشر سميث على موقع الدوري الماسي (الإنجليزية)
- دينا آشر سميث على موقع اللجنة الأولمبية الدولية (الإنجليزية)
- دينا آشر سميث على موقع أوليمبيديا (الإنجليزية)
- دينا آشر سميث على موقع اللجنة الأولمبية البريطانية (الإنجليزية)